# NM7Q
 (avril 2024).
Le NM7Q est utilisé en Suisse pour caractériser les étiages.
C'est la moyenne des débits journaliers minimaux pendant 7 jours consécutifs.